# Атанас Мечкаров (историк)
 Тази статия е за историка и просветния деец.  За финансиста вижте Атанас Мечкаров.  
Атанас Димитров Мечкаров е български просветен деец и историк, дългогодишен преподавател по история в Благоевград.

## Биография
Атанас Мечкаров е роден през 1920 година в село Петрово, Мелнишко в семейството на бежанци от валовищкото село Кърчово – Егейска Македония. През 1939 година завършва с първия випуск на Петричката смесена гимназия „Пейо К. Яворов“. След завършване на средното си образование записва специалност „География и история“ в Софийския университет „Климент Охридски“. Като студент през 1942 – 1943 година провежда поселищно-географски проучвания в северозападната част на Драмското поле, възложени му от професор Иван Батаклиев. В 1943 година завършва Софийския университет, а през следващата 1944 година печели стипендия за научна специализация в Загреб.
Политическите промени в България през есента на 1944 година осуетяват специализацията на Атанас Мечкаров и коренно променят живота му. През октомври 1944 година баща му Христо е убит от новата власт без съд и присъда, а гробът му остава неизвестен. През учебната 1945 – 1946 година е гимназиален учител в Петрич. В края на учебната година, като привърженик на анархистичното движение и заради свободолюбивото си и негативно отношение към събития и личности в родния си край, е интерниран за 18 месеца в концлагерите „Богданов дол“ и „Куциян“.
След завръщането си работи в „Топливо“. Дълги години е учител по руски език, история и география. Седем години преподава в „Трудови резерви“, а след това в Машинно-тракторното училище и Икономическия техникум в Благоевград. От 1960 до пенсионирането си през 1980 година е учител по история в Техникума по механотехника в Благоевград. Преподава също в Техникума по текстил и Вечерната гимназия в града. Оставя ярки спомени сред съвременниците и учениците си.
През 2004 година филиалът на Македонския научен институт в Благоевград публикува книгата на Атанас Мечкаров „Земя в пространствата на спомена“, която е плод на проучванията му в Драмско през 1942 – 1943 година. През 2021 година излиза от печат второ допълнено издание на книгата.
Умира през 2004 година в Благоевград.